# Radioaktiv
Radioaktiv é o segundo single da banda alemã Heldmaschine, lançado em 26 de Julho de 2012. É o segundo single do álbum "Weichen und Zunder".

## Faixas
| N.º            | Título         | Duração |  |
| 1.             | "Radioaktiv"   | 4:26    |  |
| Duração total: | Duração total: | 4:26    |  |